# Kirike
El kirike és una llengua ijo que parlen els okrikes al sud de Nigèria, a les LGAs d'Okrikade Port Harcourt i d'Ogu-Bolo, a l'estat de Rivers.
El kirike és una llengua de la família lingüística de les llengües ijo orientals. Concretament pertany al grup lingüístic de les llengües ido orientals del nord-est; les altres llengües d'aquest grup lingüístic són el kalabari, l'ibani i l'nkoroo. El 1995 hi havia 248.000 parlants de kirike.

## Ús de la llengua
El kirike és una llengua desenvolupada (5); està estandarditzada i gaudeix d'un ús vigorós per part de persones de totes les edats i generacions. És una llengua escrita amb alfabet llatí.

## Població i religió
El 98% dels 375.000 okrikes són cristians; el 80% d'aquests són anglicans, el 10% són protestants i el 10% pertanyen a esglésies cristianes independents. El 2% dels okrikes restants creuen en religions tradicionals africanes.